# Großenrade
Großenrade település Németországban, Schleswig-Holstein tartományban. Lakosainak száma 469 fő (2023. december 31.).

## Népesség
A település népességének változása:
| Lakosok száma | 446  | 470  | 462  | 468  | 484  | 469  |
|               | 1975 | 2017 | 2019 | 2021 | 2022 | 2023 |